# 海南鹅耳枥
海南鹅耳枥（学名：Carpinus londoniana var. lanceolata）为桦木科鹅耳枥属下的一个变种。

## 扩展阅读
- 維基物種上的相關：海南鹅耳枥